# قفل ترکیبی

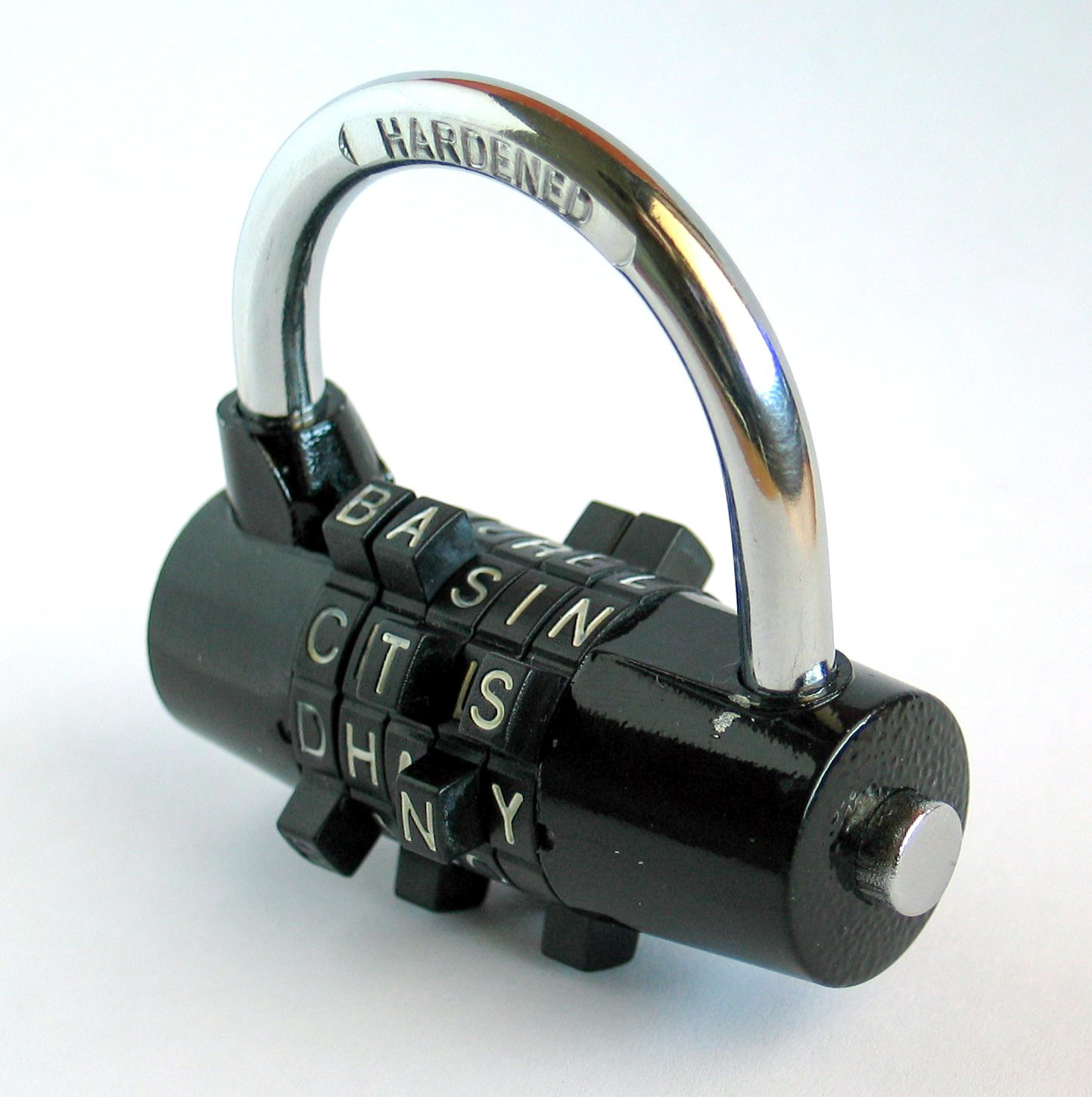
نوعی قفل رمزی کلمه‌ای با دنباله‌ای از حروف

قفل ترکیبی (به انگلیسی: Combination lock) نوعی قفل آویز است که در آن ترتیبی از حروف، عدد، علائم و یا جهت برای باز کردن قفل استفاده می‌شود. دنبالۀ رمز ممکن است با استفاده از صفحه‌کلید مکانیکی یا الکترونیکی یا یک شماره‌گیر چرخان که با چندین دیسک و بادامک در تماس است، و روی هر دیسک شماره‌ای حک شده و مجموعه این دیسک‌ها به صورت مستقیم با عملکرد قفل در ارتباط هستند، وارد شود. انواع مختلف آن از قفل سه-حرفی ارزان‌قیمت چمدان‌ها تا قفل گاوصندوق‌های امنیت بالا را شامل می‌شود. برخلاف قفل آویزهای معمولی، قفل‌های رمزی از کلید استفاده نمی‌کنند.

## انواع قفل ترکیبی
- قفل پترنی یا قفل الگویی

روش‌های دسترسی به قفل رمزی دیجیتال
اکثر قفل‌های رمزی دارای صفحه لمس جهت وارد نمودن رمز عبور می‌باشند و در کنار آن توسط یک یا چند روش دیگر می‌توان به آن‌ها دسترسی پیدا کرد. این روش‌های دسترسی عبارت‌اند از:
اثر انگشت: این روش بسیار امن و راحت‌ تر نسبت به قفل‌های مکانیکی است. در این روش تنها کافی است که اثر انگشت خود را روی سنسور مربوط قرار دهید. در کم‌تر از ثانیه، در به روی شما باز می شود.
کارت RFID : حمل کارت RFID بسیار آسان تر نسبت به قفل مکانیکی است. بر روی کارت‌ها تگی قرار دارد که توسط پردازنده قفل رمزی شناخته شده و در باز می‌گردد.
تلفن همراه: یکی دیگر از روش‌های دسترسی به در از طریق تلفن همراه است. تلفن همراه از طریق بلوتوث یا شبکه بی‌سیم وای‌فای و یا اینترنت به قفل رمزی متصل می‌شود. به همین دلیل می‌توان از راه دور کنترل ورود و خروج به منزل را در دست گرفت. این قابلیت زمانی به چشم می‌آید که مهمانی برای منزل شما آمده باشد و شما در منزل حضور نداشته باشید.
کلید مکانیکی: شاید برای شما عجیب باشد ولی یکی دیگر از راه‌های دسترسی برای باز کردن در است. البته کلید مکانیکی بیشتر برای دسترسی اضطراری به در ورودی، زمانی که باتری قفل تمام شده است، به کار می‌رود.